# Detlef Schulz (Fußballspieler)
Detlef Schulz (* 17. Februar 1951) ist ein ehemaliger deutscher Fußballspieler.

## Spielerkarriere
Detlef Schulz bestritt in der Bundesliga-Spielzeit 1971/72 unter Helmut Kronsbein zwei Partien. Bei der Partie bei Rot-Weiß Oberhausen am 30. Spieltag wurde er nach einer Stunde für Peter Gutzeit eingewechselt. Sein zweites und letztes Spiel im Oberhaus absolvierte Schulz am letzten Spieltag beim VfL Bochum. Bei der 2:4-Niederlage machte er nach 68 Minuten für den Debütanten Jürgen Lahn Platz. Anschließend konnte sich Detlef Schulz nicht im Profifußball durchsetzen. Er bestritt noch acht Spiele für den SV Arminia Hannover in der Regionalliga Nord.